# Piotr z Città di Castello
Piotr z Città di Castello (Pietro Capucci) (ur. 1390 w Città di Castello; zm. 21 października 1445) – błogosławiony Kościoła katolickiego, włoski dominikanin.

## Życiorys
W wieku 15 lat wstąpił do zakonu dominikanów w Cortonie, gdzie spędził resztę życia. Często głosił kazania o śmierci, w czasie których w ręku trzymał czaszkę. Zmarł w Cortonie 21 października 1445 r.
Jego kult zatwierdził Pius VII w 1816 r.
Dniem jego wspomnienia jest 21 października.